# Bitnje, Bohinj
Bitnje este o localitate din comuna Bohinj, Slovenia, cu o populație de 65 de locuitori.